# Central de Segurança do Windows
A Central de Segurança do Windows é um pacote de segurança incluido nos sistemas operacionais Windows XP, Vista, 7, 8 e 8.1 da Microsoft, desprovidos de recursos para informar e monitorar a segurança do computador do usuário que o executa. Sua monitoração é constante, e caso for detectado algum problema, balões perto do relógio do Windows os informam ao usuário.